# Plaza de los Bandos (Salamanca)

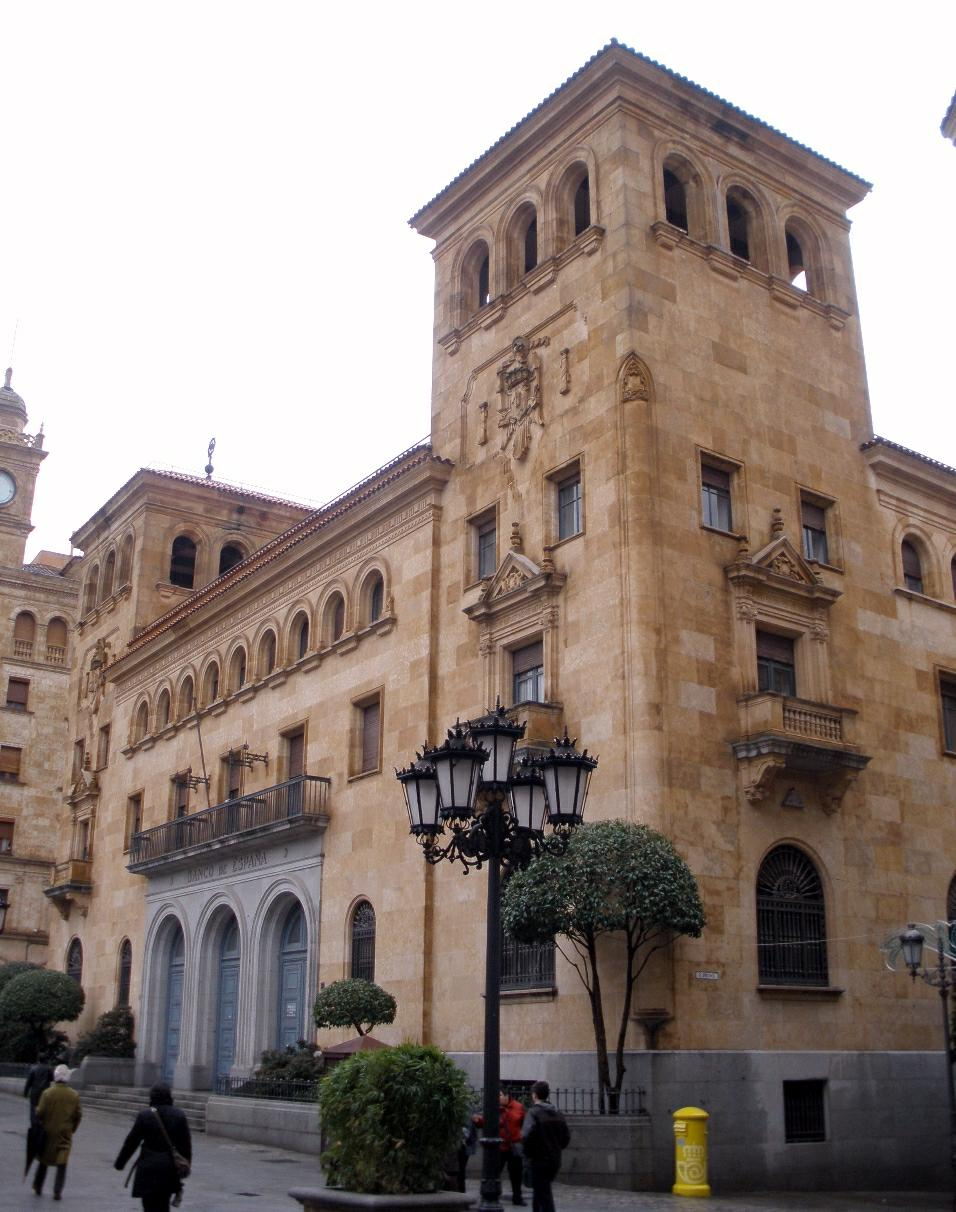
Antigua sede del Banco de España, situada en la Plaza de los Bandos.

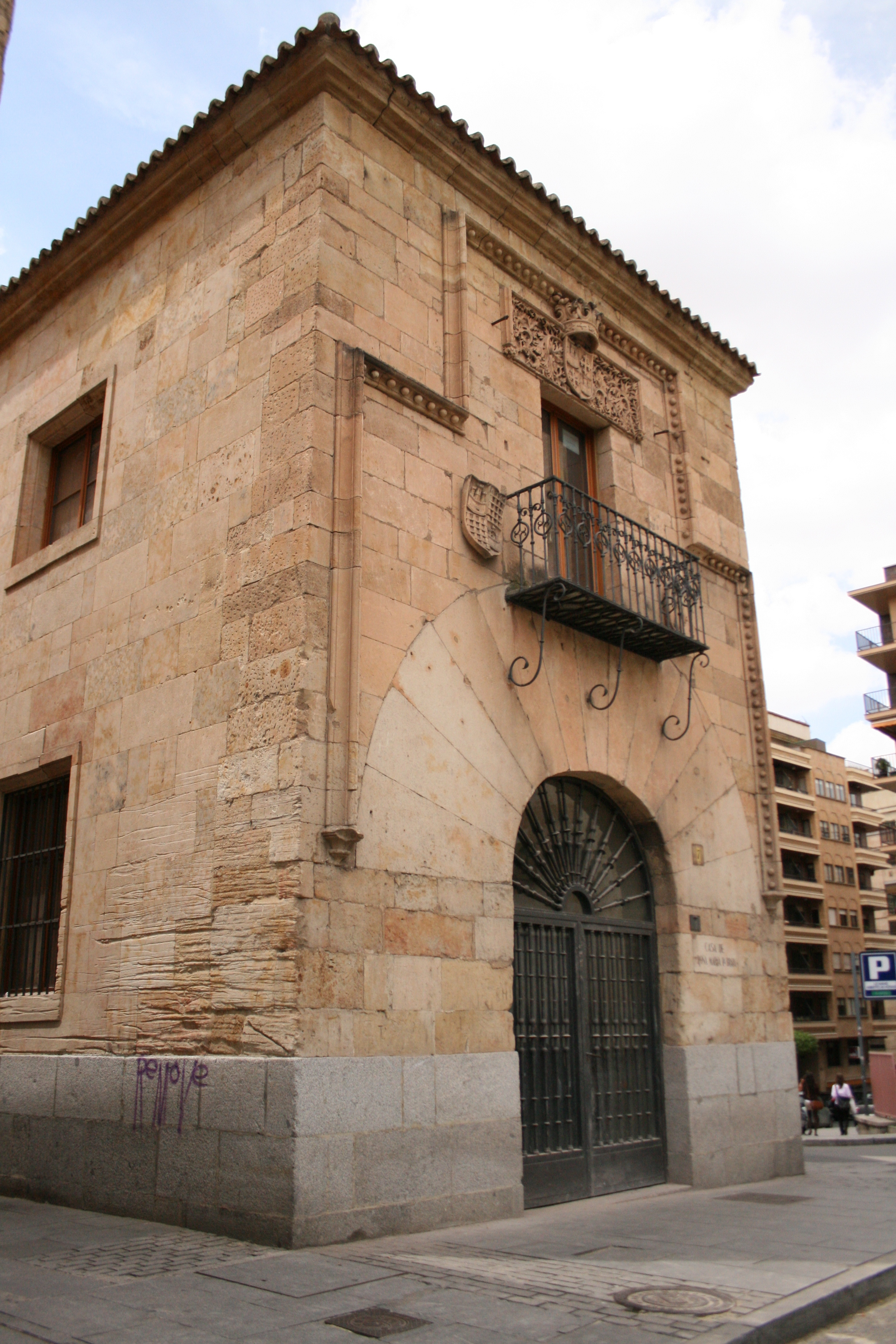
Palacio de los Enríquez o Casa de Dña. María "la Brava", situado en esta plaza.

La Plaza de los Bandos se encuentra en el centro histórico de la ciudad de Salamanca, a escasos metros de la Plaza Mayor.
Su nombre está relacionado con los episodios ocurridos durante bastantes años del siglo XV, en que familias de la nobleza se disputaban el derecho a gobernar la ciudad y que fue pacificado por San Juan de Sahagún. Este conflicto se conoce como Guerra de los Bandos.
En la primera planta del número 3 de la plaza de los Bandos, edificio hoy demolido, nació el 8 de diciembre de 1925 la escritora Carmen Martín Gaite.

## Monumentos
En esta plaza se encuentran o se encontraban los siguientes edificios históricos:
- Parroquia de santo Tomé (desaparecida), que amparaba uno de los dos bandos (el bando de santo Tomé) de nobles familias enemistados a muerte durante años. Una de las familias de este bando era la de los Enríquez. Esta iglesia estaba en el centro de la actual plaza.
- Palacio de Garci Grande. Tiene ventanas de esquina que dan a la plaza y a la calle de Zamora. Es del siglo XVI y se cree que su autor fue el mismo que construyó el palacio de Rodríguez de Figueroa, que es el actual Casino.
- Palacio de Solís. Fue mandado edificar por Alonso Solís hacia 1477. En este palacio se celebró la boda de Felipe II y María Manuela de Portugal en 1543. Sobre el solar, José María de la Vega Samper proyectó un edificio neoplateresco como central de Telefónica que se inauguró en 1930 y en el que incluyó los restos de la portada y el balcón del palacio que eran lo único que se conservaba.[2]
- Iglesia del Carmen, que perteneció al gran convento de san Elías de carmelitas descalzos, que ocupaba una hermosa manzana. El convento se trocó en espacio público tras la desamortización de 1838. La iglesia había sido consagrada en 1703.
- Casa de doña María la Brava, casa señorial de la familia Enríquez, del siglo XV vinculada a la guerra de los Bandos que dividió la ciudad.
- Antigua sede del Banco de España, edificio de la primera mitad del siglo XX, sede del Centro Internacional de Referencia del Español.[3]
- Antigua Sede de la Seguridad Social, edificio neoplateresco sede del Centro Documental de la Memoria Histórica.